# Oliver Colin LeBoutillier
Oliver Colin « Boots » LeBoutillier est un aviateur de la Première Guerre mondiale né le 24 mai 1894 à Montclair et mort le 12 mai 1983 à Las Vegas. 
Intégré à la Royal Air Force (RAF), il est témoin de la mort de Manfred von Richthofen (le « Baron Rouge ») et un ardent défenseur du fait que ce soit le capitaine Arthur Roy Brown qui ait abattu cet ennemi.
Après la Première Guerre mondiale, il est devenu cascadeur pour le cinéma, instructeur de vol et inspecteur dans l'aviation civile.
Il a donné sa première leçon à Amelia Earhart.